# John Creighton
John Oliver Creighton (Orange, 28 de abril de 1943) é um astronauta norte-americano, veterano de três missões espaciais.
Formado em Ciências pela Academia Naval dos Estados Unidos e em Administração de Ciência e Tecnologia pela Universidade George Washington, ele graduou-se como piloto militar em 1967 e foi enviado para serviço militar no Vietnã, a bordo do porta-aviões USS Ranger. Em fevereiro de 1971, cursou a prestigiosa Escola de Piloto de Teste Naval dos Estados Unidos, em Marylande após a formatura foi designado como piloto de testes de novos projetos junto à divisão de testes da estação naval aérea de Patuxent River.
Em janeiro de 1973, Creighton começou um período constante de quatro anos em serviço na Marinha, servindo por duas vezes no porta-aviões USS Enterprise e integrando o primeiro esquadrão operacional de jatos de combate F-14.

## NASA

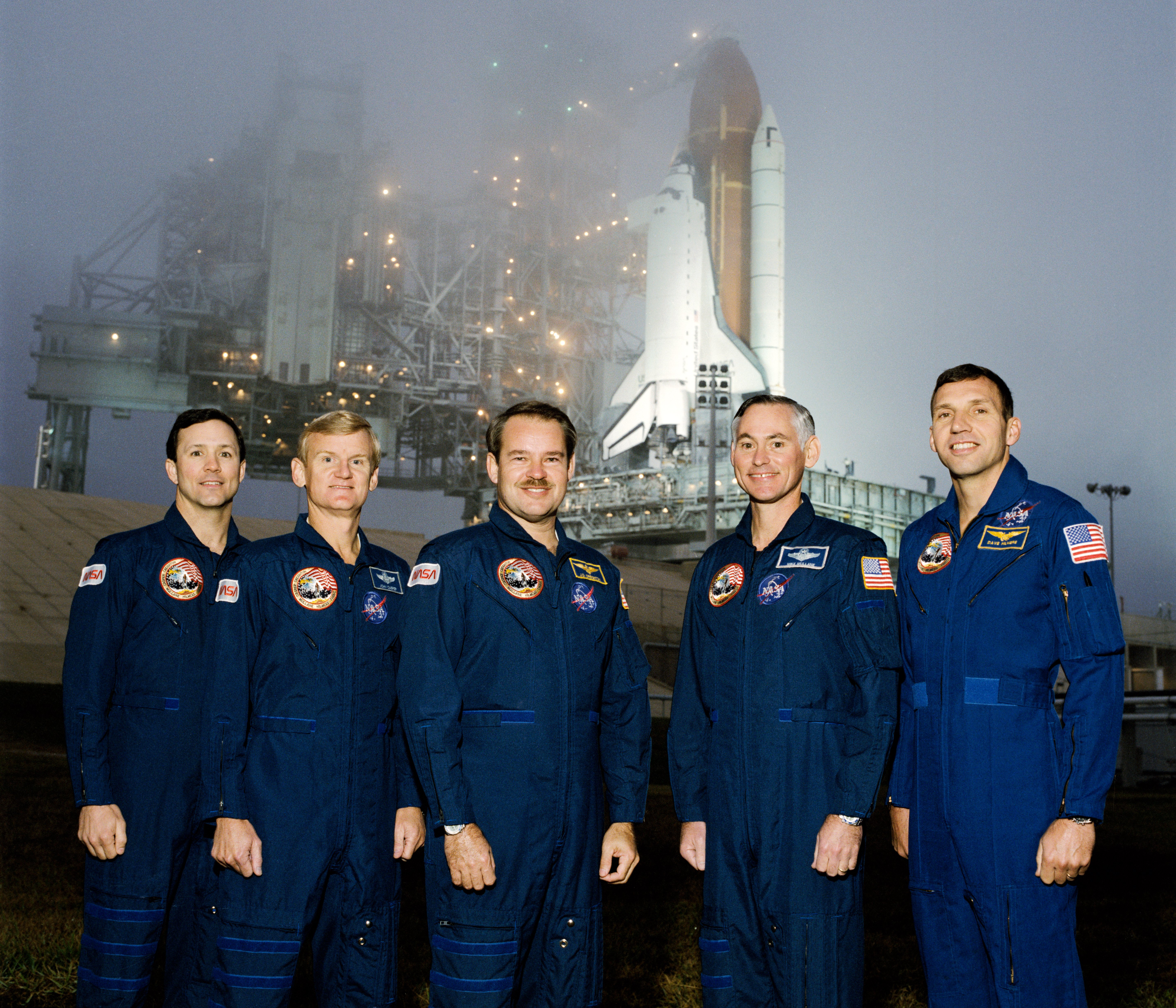
Foto de equipe da NASA

Ele foi selecionado para o curso de astronautas da NASA em janeiro de 1978 qualificando-se em agosto de 1979. Pelos quatro anos seguintes, ele trabalhou em diversas áreas técnicas de apoio ao programa do ônibus espacial e serviu como CAPCOM dos primeiros quatro voos do ônibus espacial.
Após seu primeiro voo, em 1985, ele tornou-se o representante do corpo de astronautas junto à direção do programa. Nos dois anos seguintes, ele foi figura chave nas investigações sobre o acidente do ônibus espacial Challenger, ajudando a conceber o plano de segurança para a continuação e retorno dos voos tripulados da NASA.
Sua primeira missão espacial foi como piloto da STS-51-G Discovery, em junho de 1985, missão de sete dias na qual a tripulação colou em órbita satélites do México, da Liga Árabe e dos Estados Unidos. Após este voo ele serviu como chefe de suporte de missão do Departamento de Astronautas, função que continuou a exercer mesmo depois de março de 1989, quando foi indicado para comandar a próxima missão da nave Atlantis, STS-36, a ser realizada no ano seguinte.
Sua segunda ida ao espaço foi como comandante da STS-36 Atlantis, entre 28 de fevereiro e 4 de março de 1990, uma missão que colocou em órbita carga classificada do Departamento de Defesa dos Estados Unidos.
Sua última missão, em setembro de 1991, foi no comando da STS-48 Discovery, que colocou em órbita o Upper Atmosphere Research Satellite (UARS), construído para proporcionar aos cientistas o primeiro banco de dados completo sobre a química da composição da  atmosfera superior  terrestre.